# Scardamia obliquaria
Scardamia obliquaria är en fjärilsart som beskrevs av John Henry Leech 1897. Scardamia obliquaria ingår i släktet Scardamia och familjen mätare. Inga underarter finns listade.